# Клейн, Борис Ильич
Борис (Бер) Ильич Клейн (3 июня 1874, Сморгонь Виленской губернии — 2 марта 1976, Киев) — советский микробиолог, бактериолог, доктор медицинских наук (1935), профессор (1933). Автор ценных экспериментальных работ об электрических токах в растениях.

## Биография
Окончил естественный (1896) и медицинский (1901) факультеты Киевского университета. В 1901 командирован в Институт Пастера, где сотрудничал с И. И. Мечниковым. С 1901 работал в Киевском бактериологическом институте (с перерывами), где возглавлял вакцин., диагност., сыворот., оспенный и Пастеровский отделы; по совместному 1930—1938 — зав. кафедрой бактериологии 2-го Киевского мед. института. Неоднократно находился в заграничных научных командировках, в том числе в Берлине, Париже, Франкфурте-на-Майне, Гамбурге. С 1917 был членом врачебно-санитарной комиссии Киева, пропагандировал санитарно-гигиенические знания среди населения. В 1938—1948 — зав. отделом бактериофагии Института микробиологии АН УССР (с перерывом). В 1942—1944 — зав. анаэробной лаборатории Киргизского НИИ эпидемиологии и микробиологии. С 1948 — на пенсии.

Предложил методы диагностики дифтерийных, тифозных, паратифозных бактерий, получения дизентерийного, холерного токсинов. Одним из первых в стране выделил возбудителя дизентерии, применил экстракты микробных клеток — эндотоксины для вакцинации. Занимался проблемой бактериофагов. Автор ряда монографий, в том числе «Микропаразитология и иммунодиагностика» (1911, вместе с В. К. Высоковичем).

Одним из первых в России выделил палочку Григорьева-Шига, применил антидизентерийную сыворотку, экстракты из микроб. клеток — эндотоксины — для вакцинации и получения специфических сывороток.

Принимал участие в борьбе с чумой (Одесса, 1910), кишечными инфекциями (1910-11), малярией (Киевская губерния), бруцеллезом (Кыргызстан, 1942-43) и др.

## Научные работы
- «Zur Frage über die elektrischen Ströme in Pflanzen». Ber. deutsch, bot. GeselIsch., XVI, 1898, SS. 335—346.
- «К вопросу об электрических токах в растениях». Зап. Киев, о-ва естествоисп., XVII, 1, 1901, стр. 1—39, табл.
- «О брожении и ферментах». [Журн.] Мир божий, X, 9, 1901, стр. 63—77.
- «Опыт применения противодизентерийной сыворотки» // Терапия. 1904. № 4;
- «Предупредительные прививки против холеры». К., 1915;
- «Современное состояние вопроса о холерном и тифозном яде». К., 1917;
- «Малярия: введение в клинику, паразитологию и эпидемиологию малярии». К., 1924 (соавтор.);
- «Лікувальні сироватки та запобіжні щеплення». Х.; К.; 1931;
- «Микробы в электронном сверхмикроскопе». Наука и жизнь, 11 — 12, M., 1945, стр. 35—38, илл.
- «Луи Пастер» (К пятидесятилетию со дня его смерти). АН УССР, Киев, 1946, 21+[2] стр. [иа укр. яз.].
- «Ілля Ілліч Мечніков. Життя та наукова діяльність». К., 1947;
- «Первые культуры бледной спирохеты сифилиса. К истории русской микробиологии» // ВД. 1952. Т. 10, № 1-2.